# Neptis bergmani
Neptis bergmani är en fjärilsart som beskrevs av Felix Bryk 1942. Neptis bergmani ingår i släktet Neptis och familjen praktfjärilar. Inga underarter finns listade i Catalogue of Life.